# Рашка, Карел
Карел Рашка (чеш. Karel Raška; 17 ноября 1909, Страшин, Королевство Богемия — 21 ноября 1987, Прага, Чехословакия) — чехословацкий врач, микробиолог и эпидемиолог.

## Биография
В 1927 году поступил в Пражский университет, который он окончил в 1932 году. С 1932 по 1945 год работал в отделе микробиологии и эпидемиологии Института здравоохранения в Праге. С 1945 по 1952 год работал научным сотрудником в Пражском институте эпидемиологии и микробиологии. В 1952 году был избран директором данного института, данную должность он занимал вплоть до 1963 года, одновременно с этим заведовал кафедрой микробиологии и эпидемиологии Пражского института усовершенствования врачей, и выпустил плеяду молодых учёных-медиков. С 1962 по 1987 год заведовал кафедрой эпидемиологии Карлова университета.

## Научные работы
Основные научные работы посвящены изучению ряда инфекционных болезней человека.
- Изучал бактерии кишечной группы и явление бактериофагии.

## Членство в обществах
- Иностранный член Академии медицинских наук СССР (1961)
- Почётный член Всесоюзного общества эпидемиологов и микробиологов
- Почётный член Нью-Йоркской АН
- Член Чехословацкой АН

## Награды и премии
- Большой крест ордена Томаша Гаррига Масарика (2021, посмертно)[2]
- Медаль имени Я. Пуркине.
- Премия имени К. Готвальда.